# Frits Korthals Altes
Pour les articles homonymes, voir Korthals.
Frits Korthals Altes, né le 15 mai 1931 à Amsterdam et mort le 19 février 2025, est un homme politique néerlandais, qui est notamment ministre de la Justice de 1982 à 1989.